# Wangjo-dong
Wangjo-dong (koreanska: 왕조동) är en stadsdel i staden Suncheon i provinsen Södra Jeolla i den södra delen av Sydkorea, 295 km söder om huvudstaden Seoul.

## Indelning
Administrativt är Wangjo-dong indelat i:
| Namn    | Namn              | Yta km² | Invånare 31 dec 2020 |
| ------- | ----------------- | ------- | -------------------- |
| 왕조1동 | Wangjo 1(il)-dong | 9,21    | 40 597               |
| 왕조2동 | Wangjo 2(i)-dong  | 1,50    | 19 683               |